# 独立部隊
独立部隊（どくりつぶたい）とは、軍隊の編成において師団などの上位組織に所属していない、軍団長や司令官といった上級部隊指揮官の直接麾下にあってその特命に従事する部隊である。一般的には大隊規模の部隊として編成され、連隊がその任にあることもまたある。これは大隊が独立した活動を行うことができる最も小さな戦術単位であるからである。

## 概要
独立部隊は重戦車や重火砲など、通常は使用しない特殊な装備を一般の師団編成から独立した部隊として編成された物であり、必要に応じて最前線の師団や旅団の編成に一時的に付加され師団や旅団の作戦能力を引き上げるための部隊である。
このように編成を分離した理由は訓練や補給などの面でも一般の部隊とは異なるためでもあった。
ドイツ国防軍ではティーガーIやティーガーIIなどの重戦車は独立重戦車大隊として編成され運用されていた。
旧日本軍では小型師団としての機能を持った独立混成旅団がいくつも作られている。これは指揮の上では軍の指揮下にあり師団と同格の扱いを受けている師団編成から独立した部隊である。
陸上自衛隊では、主に3桁の番号を冠する部隊が独立部隊であり、方面隊や陸上総隊・方面隊直轄部隊である団・群に通常は属する。独立部隊は原則、百の位が1の部隊が大隊規模、百の位が3もしくは4の部隊が中隊規模となっており、部隊長の階級も異なる。
また、カンボジアに派遣されたカンボジア派遣施設大隊の編成は独立部隊であり、師団などに属していない。このように特殊な地域などへ臨時に派遣される部隊なども独立部隊として編成される。

## フィクションでの独立部隊
アニメ「機動戦士ガンダム」とアニメ「機動戦士ガンダムSEED」で第13独立部隊が編成されている。他には、アニメ「幼女戦記」においてターニャ・フォン・デグレチャフ指揮下の第二〇三航空魔導大隊が参謀本部の隷下部隊として編成されている。